# Gustaf Kilman
Gustaf Olof Falhem Kilman (* 9. Juli 1882 in Ytterby; † 21. Februar 1946 in Göteborg) war ein schwedischer Springreiter.

## Karriere
Kilman gewann bei den Olympischen Spielen 1912 in Stockholm mit dem schwedischen Team die Goldmedaille im Springreiten. Er trat dabei mit dem Pferd Gåtan an. Acht Jahre später nahm er erneut an den Olympischen Spielen teil und belegte 1920 in Antwerpen mit dem Pferd Irving den 15. Platz in der Einzelwertung.
Neben seiner sportlichen Laufbahn diente Kilman als Captain in der schwedischen Armee.